# Гонсало де Кесада
Гонсало Хименес де Кесада (на испански: Gonzalo Jiménez de Quesada) е испански конкистадор и изследовател на Колумбия.

## Произход, образование и младежки години (1509 – 1535)
Роден е през 1509 г. в Гранада, Испания, в благородно семейство. Завършва право в Университета в Саламанка. През 1535 е изпратен да управлява колумбийското крайбрежно селище Санта Марта – град на брега на Карибско море, в северната част на Колумбия.

## Експедиционна дейност (1536 – 1539)
На следващата година му е поверено командването на експедиция във вътрешността на страната. През декември 1536 г. потегля с 5 малки кораба и 900 души испански войници нагоре по река Магдалена. Експедицията навлиза дълбоко на юг в Колумбийските Анди, проправяйки си път в множество битки с индианците муиска и на платото Кундинамарка през март 1537 г. се добират едва 166 души. Откриването и завладяването на малката индианска страна (около 80 хил. км2) се съпровождат с обичайните испански жестокости, продължават повече от година и чак в началото на 1538 г. Кесада успява да се укрепи в района. На 6 август 1538 г. основава град Богота.
Отрядът на Кесада остава тук до 1539 г., когато се съединява с дошлата от Еквадор експедиция на Себастиан де Белалка̀сар. По този начин през февруари 1539 г. в района на Богота се оказват три отряда: два испански – на Кесада и Белалкасар и един немски – на Николаус Федерман. Испанските хронисти отбелязват, че всеки отряд се състоял от около 160 души. Те пристигат от различни посоки и покоряват различни по богатство индиански племена. Хората на Белалкасар, дошли от юг, от Перу, са най-богати, облечени в коприна и бархет. Хората на Кесада, дошли от север, са по-бедни и са облечени в памучни дрехи, а войниците на Федерман, дошли от изток, от почти безлюдните савани на Ориноко са облечени в животински кожи. През март 1539 трите отряда сключват сделка: Федерман се съгласява да получи парично възмездие за пребиваването си в района, а Белалкасар и Кесада се договарят помежду си за разграничаване на своите владения, като за Кесада остава района на Богота завоюван първи от него, целия басейн на река Магдалена и Източните Кордилери. Кесада назовава завоюваната от него страна Нова Гренада, по името на Испанска Гренада, от където е родом, която става ядро на бъдещата Република Колумбия.

## Следващи години (1540 – 1579)
Кесада и хората му се връщат в Испания през Картахена, като донасят със себе си огромно количество злато, но неговите съперници разпространяват слуха, че част от печалбата е укрита. На аудиенция пред кралицата предявява своите претенции да бъде назначен за губернатор на новооткритите земи, но надделяват мненията на завистниците и за губернатор е назначен съперникът му Белалкасар. Чак през 1549 г. му разрешават да се завърне в Нова Гренада (Колумбия).
На 60-годишна възраст, през 1569 г., е назначен като командир на експедиция имаща за цел да завладее Лос Лянос, в източната част на Андите. Потегля от Богота с 400 испанци, 1500 индианци, 1100 коня и 8 свещеници. Експедицията е неуспешна и е един от най-големите провали за времето си. Вместо да открие и завладее митичния град Ел Дорадо се натъква само на голи равнини. Връща се след три години през 1572 г. само с 64 испанци, 18 коня и двама от свещениците. След този неуспех се оттегля от активна дейност.
Умира от проказа на 16 февруари 1579 г. в Марикита, Колумбия. Прахът му се пази в Катедрал Примада де Богота.
Въпреки първоначалните си големи успехи, богатство и многото завладяно злато и смарагди, Кесада завършва кариерата си катастрофално и затова се смята, че Мигел де Сервантес го използва като прототип за своя герой Дон Кихот.